# Séverin Paul Abbatucci
Séverin Paul Abbatucci est un homme politique français né le 1er juin 1821 à Zicavo (Corse-du-Sud) et mort le 22 juin 1888 à Olmeto (Corse-du-Sud).

## Biographie
Séverin Paul Abbatucci  et un des fils de Jacques Pierre Abbatucci, garde des sceaux sous le second Empire.  
Il fait des études de droit et s'inscrit au barreau en qualité d'avocat. Il est député de la Corse durant tout le second empire, de 1852 à 1870.  Il siège dans la majorité dynastique. Il est à nouveau député pour  quelques mois en 1871, de février à août.  Il démissionne pour laisser la place à Eugène Rouher.